# 学政试院
学政试院又称扬郡试院，位于江苏省泰州市海陵区府前路和鼓楼北路交叉口西北侧、府前路2号，西侧原为泰州州衙（今泰州市海陵区政府），其旧址曾为南唐永宁宫和明代都察院、提督军务巡抚凤阳都御史衙门（凤阳巡抚衙门）等，清代康熙时（具体时间不详，约在康熙二十五年之前）改为扬州府所属州县的院试场所，院试由提督江苏学政主持，除两次在仪征、一次在江阴外，其他均在泰州举行。
该建筑是江苏省内仅存的较为完整的院试试院，原布局为大门前以照壁和东西辕门、东西吹鼓亭围合成广场，其后中轴线上依次为大门五间、仪门五间、大堂五间、二堂（思补堂）五间、内正门五间、正房五间（嘉庆年间因火灾将原楼房改建为平房），考棚设在仪门和大堂之间的院子两侧，另有东西楼、巡房、福神祠、幕舍和厨舍等其他辅助用房。科举废止后曾一度作为泰州机关团体的办公场所，原建筑只存大门和二堂，泰州市政府于2005年5月至2006年初投资约1500万元、参考续纂《泰州志》上的扬郡试院图进行了修缮复原，2008年8月作为展示科举程序和沿革等内容的泰州科举院试博物馆正式对外开放。